# HC Sochi
El Hockey Club Sochi (del ruso: Хоккейный клуб Сочи) es un club profesional de hockey sobre hielo con sede en Sochi, Rusia. El club fue fundado en 2014 para competir en la Kontinental Hockey League (KHL), a la que ya ingresó en la temporada 2014–15.

## Historia
El 23 de mayo de 2014, se informó de que el agente libre restringidos Cory Emmerton de Detroit Red Wings había firmado con HC Sochi para comenzar a jugar en la Liga de Hockey Kontinental con la temporada 2014-15, convirtiéndose en el primer jugador importado firmado en la historia de la franquicia.
En la temporada inaugural del club, Soch fue capaz de clasificarse para la postemporada para competir por la Copa Gagarin, terminando en el puesto 13 en total de la KHL. En su debut de los playoffs, Sochi fue eliminado en la primera ronda por el HC CSKA Moscú en cuatro partidos. En la siguiente temporada 2015-16, Sochi subió al cuarto lugar en la Conferencia Oeste, pero de nuevo abandonó en la primera ronda, sufriendo otro golpe a la mano del HC Dynamo Moscú.